# Petrorossia oceanica
Petrorossia oceanica är en tvåvingeart som beskrevs av Wray Merrill Bowden 1971. Petrorossia oceanica ingår i släktet Petrorossia och familjen svävflugor. Inga underarter finns listade i Catalogue of Life.